# Acústica

Rueda de acústica de Lindsay, que muestra los campos dentro de la acústica

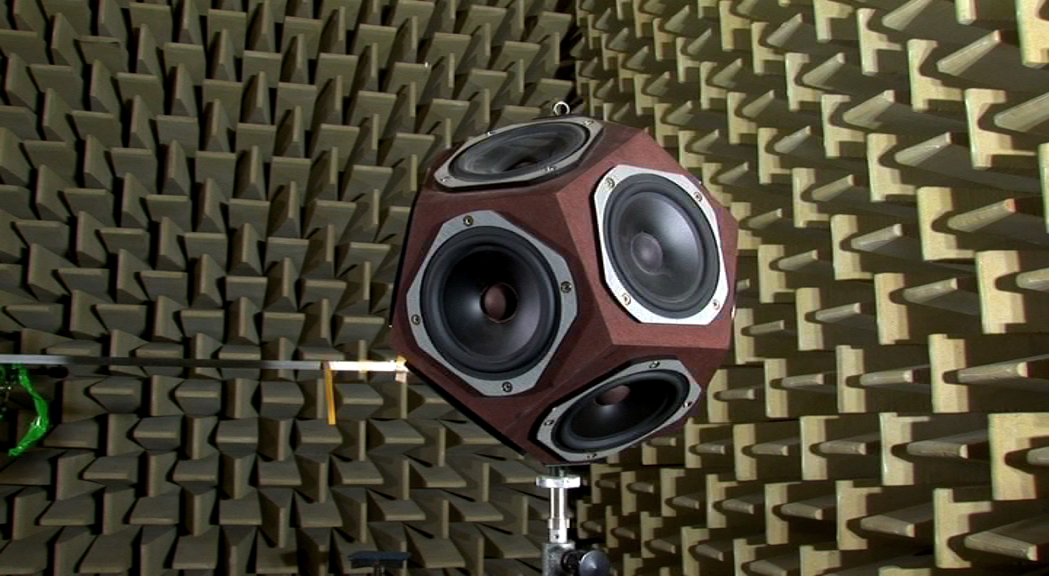
Fuente de sonido omnidireccional en una cámara anecoica.

La acústica (del griego ἀκούω 'oír') es una rama de la física interdisciplinaria que estudia el sonido, infrasonido y ultrasonido, es decir ondas mecánicas que se propagan a través de la materia, tanto sólida como líquida o gaseosa (no pueden propagarse en el vacío) por medio de modelos físicos y matemáticos. A efectos prácticos, la acústica estudia la producción, transmisión, almacenamiento, percepción o reproducción del sonido. La ingeniería acústica es la rama de la ingeniería que trata de las aplicaciones tecnológicas de la acústica.
La acústica considera el sonido como una vibración que se propaga generalmente en el aire a una velocidad de 343 m/s (aproximadamente 1 km cada 3 segundos), o 1235 km/h en condiciones normales de presión y temperatura (1 atm y 20 °C).
Un científico que trabaja en el campo de la acústica es un acústico, mientras que alguien que trabaja en el campo de la tecnología acústica puede denominarse ingeniero acústico. La aplicación de la acústica está presente en casi todos los aspectos de la sociedad moderna, siendo las industrias del audio y del control del ruido las más obvias.
La audición es uno de los medios más cruciales de supervivencia en el mundo animal y el habla es una de las características más distintivas del desarrollo y la cultura humana. En consecuencia, la ciencia de la acústica se extiende por muchas facetas de la sociedad humana: la música, la medicina, la arquitectura, la producción industrial y la guerra, entre otras. Asimismo, especies animales como los pájaros cantores y las ranas utilizan el sonido y la audición como elemento clave de los rituales de apareamiento o para marcar territorios. El arte, la artesanía, la ciencia y la tecnología se han provocado mutuamente para hacer avanzar el conjunto, como en muchos otros campos del conocimiento. La "Rueda de la acústica" de Robert Bruce Lindsay es una visión general muy aceptada de los distintos campos de la acústica.

## Etimología
La palabra "acústico" deriva del Griego ἀκουστικός (akoustikos), que significa "de o para oír, listo para oír" y que de ἀκουστός (akoustos), "oído, audible", que a su vez deriva del verbo ἀκούω(akouo), "oigo".
El sinónimo latino es "sonic", tras lo cual el término sonics solía ser sinónimo de acústica y más tarde una rama de la acústica. Frecuencia por encima y por debajo de la gama audible se denominan "ultrasónico" e "infrasónico", respectivamente.

## Historia

### Primeros trabajos
La acústica tiene su origen en la Antigua Grecia y Roma, entre los siglos VI a. C. y I d. C. Comenzó con la música, que se venía practicando como arte desde hacía miles de años, pero no había sido estudiada de forma científica hasta que Pitágoras se interesó por la naturaleza de los intervalos musicales. Quería saber por qué algunos intervalos sonaban más bellos que otros, y llegó a respuestas en forma de proporciones numéricas. 
Aristóteles (384 a 322 a. C.) comprobó que el sonido consistía en contracciones y expansiones del aire «cayendo sobre y golpeando el aire próximo», una buena forma de expresar la naturaleza del movimiento de las ondas. Alrededor del año 20 a. C., el arquitecto e ingeniero romano Vitruvio escribió un tratado sobre las propiedades acústicas de los teatros, incluyendo temas como la interferencia, los ecos y la reverberación; esto supuso el comienzo de la acústica arquitectónica.
Describió los asientos ascendentes de los teatros antiguos como diseñados para evitar este deterioro del sonido y también recomendó que se colocaran en los teatros recipientes de bronce de tamaños apropiados para que resonaran con la cuarta, la quinta y así sucesivamente, hasta la doble octava, con el fin de que resonaran con las notas más deseables y armoniosas.

Sobretonos de una cuerda vibratoria. Pitágoras fue el primero en documentar el estudio de este fenómeno.

La comprensión de la física de los procesos acústicos avanzó rápidamente durante y después de la Revolución Científica. Galileo (1564-1642) y Marin Mersenne (1588-1648) descubrieron de forma independiente todas las leyes de la cuerda vibrante, terminando así el trabajo que Pitágoras había comenzado 2000 años antes. Galileo escribió «Las ondas son producidas por las vibraciones de un cuerpo sonoro, que se difunden por el aire, llevando al tímpano del oído un estímulo que la mente interpreta como sonido», sentando así el comienzo de la acústica fisiológica y de la psicológica.
Entre 1630 y 1680 se realizaron mediciones experimentales de la velocidad del sonido en el aire por una serie de investigadores, destacando de entre ellos Mersenne. Mientras tanto, Newton (1642-1727) obtuvo la fórmula para la velocidad de onda en sólidos, uno de los pilares de la física acústica (Principia, 1687).

### De la Ilustración en adelante
El siglo XVIII vio grandes avances en acústica a manos de los grandes matemáticos de la era, que aplicaron nuevas técnicas de cálculo a la elaboración de la teoría de la propagación de las ondas. 
En el siglo XIX, los gigantes de la acústica eran Helmholtz en Alemania, que consolidó la acústica fisiológica, y Lord Rayleigh en Inglaterra, que combinó los conocimientos previos con abundantes aportaciones propias en su monumental obra «La teoría del sonido». También durante ese siglo, Wheatstone, Ohm y Henry desarrollaron la analogía entre electricidad y acústica.
Durante el siglo XX aparecieron muchas aplicaciones tecnológicas del conocimiento científico previo. La primera fue el trabajo de Wallace Clement Sabine en la acústica arquitectónica, seguido de muchos otros. La acústica subacuática fue utilizada para detectar submarinos en la Primera Guerra Mundial. La grabación sonora y el teléfono fueron importantes para la transformación de la sociedad global. La medición y análisis del sonido alcanzaron nuevos niveles de precisión y sofisticación a través del uso de la electrónica y la informática. El uso de las frecuencias ultrasónicas permitió nuevos tipos de aplicaciones en la medicina y la industria. También se inventaron nuevos tipos de transductores (generadores y receptores de energía acústica).

## Definición
La acústica es definida por ANSI/ASA S1.1-2013 como "(a) Ciencia del sonido, incluyendo su producción, transmisión y efectos, incluidos los efectos biológicos y psicológicos. (b) Aquellas cualidades de una sala que, en conjunto, determinan su carácter con respecto a los efectos auditivos."
El estudio de la acústica gira en torno a la generación, propagación y recepción de ondas mecánicas y vibraciones.
'
Los pasos que se muestran en el diagrama anterior pueden encontrarse en cualquier suceso o proceso acústico. Hay muchos tipos de causas, tanto naturales como volitivas. Hay muchos tipos de procesos de transducción que convierten la energía de alguna otra forma en energía sónica, produciendo una onda sonora. Existe una ecuación fundamental que describe la propagación de la onda sonora, la ecuación de la onda acústica, pero los fenómenos que surgen de ella son variados y a menudo complejos. La onda transporta energía a través del medio de propagación. Finalmente, esta energía se transduce de nuevo a otras formas, de maneras que también pueden ser naturales y/o voluntariamente artificiales. El efecto final puede ser puramente físico o adentrarse en ámbitos biológicos o volitivos. Las cinco etapas básicas se dan por igual tanto si hablamos de un terremoto como de un submarino que utiliza un sonar para localizar a su enemigo o de una banda tocando en un concierto de rock.
La etapa central del proceso acústico es la propagación de ondas. Esto entra dentro del dominio de la acústica física. En los fluidos, el sonido se propaga principalmente como una onda de presión. En los sólidos, las ondas mecánicas pueden adoptar diversas formas, como  ondas longitudinales,  ondas transversales y  ondas superficiales.
La acústica estudia en primer lugar los niveles de presión y las frecuencias de la onda sonora y cómo ésta interactúa con el entorno. Esta interacción puede describirse como una difracción, interferencia o una reflexión o una mezcla de las tres. Si hay varios medios, también puede producirse una Refracción. Los procesos de transducción también son de especial importancia para la acústica.

## Conceptos fundamentales

### Propagación de ondas: niveles de presión

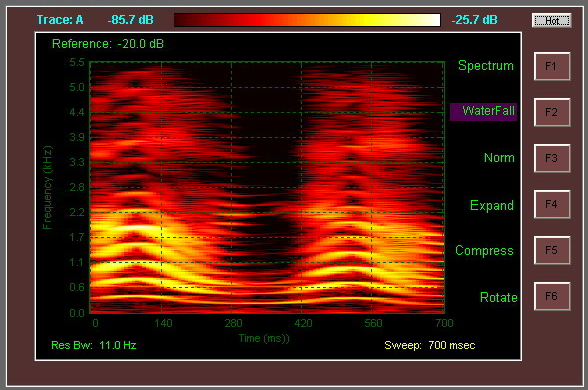
Espectrograma de una chica joven diciendo "oh, no"

En fluidos como el aire y el agua, las ondas sonoras se propagan como perturbaciones en el nivel de presión ambiental.  Aunque esta perturbación suele ser pequeña, sigue siendo perceptible para el oído humano.  El sonido más pequeño que una persona puede oír, conocido como umbral de audición, es nueve órdenes de magnitud menor que la presión ambiente.  La  intensidad de estas perturbaciones está relacionada con el nivel de presión sonora (SPL), que se mide en una escala logarítmica en decibelios.

### Propagación de ondas: frecuencia
Los físicos e ingenieros acústicos tienden a hablar de los niveles de presión sonora en términos de frecuencias, en parte porque así es como nuestros oídos interpretan el sonido. Lo que experimentamos como sonidos "más agudos" o "más graves" son vibraciones de presión con un número mayor o menor de ciclos por segundo. En una técnica común de medición acústica, las señales acústicas se muestrean en el tiempo y luego se presentan en formas más significativas, como bandas de octava o gráficos de tiempo-frecuencia. Ambos métodos populares se utilizan para analizar el sonido y comprender mejor el fenómeno acústico.
El espectro completo puede dividirse en tres secciones: audio, ultrasónica e infrasónica.  El rango de audio está comprendido entre 20 Hz y 20 000 Hz.  Esta gama es importante porque sus frecuencias pueden ser detectadas por el oído humano.  Esta gama tiene numerosas aplicaciones, como la comunicación hablada y la música.  La gama ultrasónica se refiere a las frecuencias muy altas: 20.000 Hz y superiores.  Esta gama tiene longitudes de onda más cortas que permiten una mejor resolución en las tecnologías de imagen.  Las aplicaciones médicas, como la ultrasonografía médica y la elastografía, se basan en la gama de frecuencias ultrasónicas.  En el otro extremo del espectro, las frecuencias más bajas se conocen como gama infrasónica.  Estas frecuencias pueden utilizarse para estudiar fenómenos geológicos como los terremotos.
Instrumentos analíticos como el analizador de espectro facilitan la visualización y medición de las señales acústicas y sus propiedades.  El espectrograma producido por un instrumento de este tipo es una representación gráfica de la variación temporal del nivel de presión y de los perfiles de frecuencia que dan a una señal acústica específica su carácter definitorio.

### Transducción en acústica

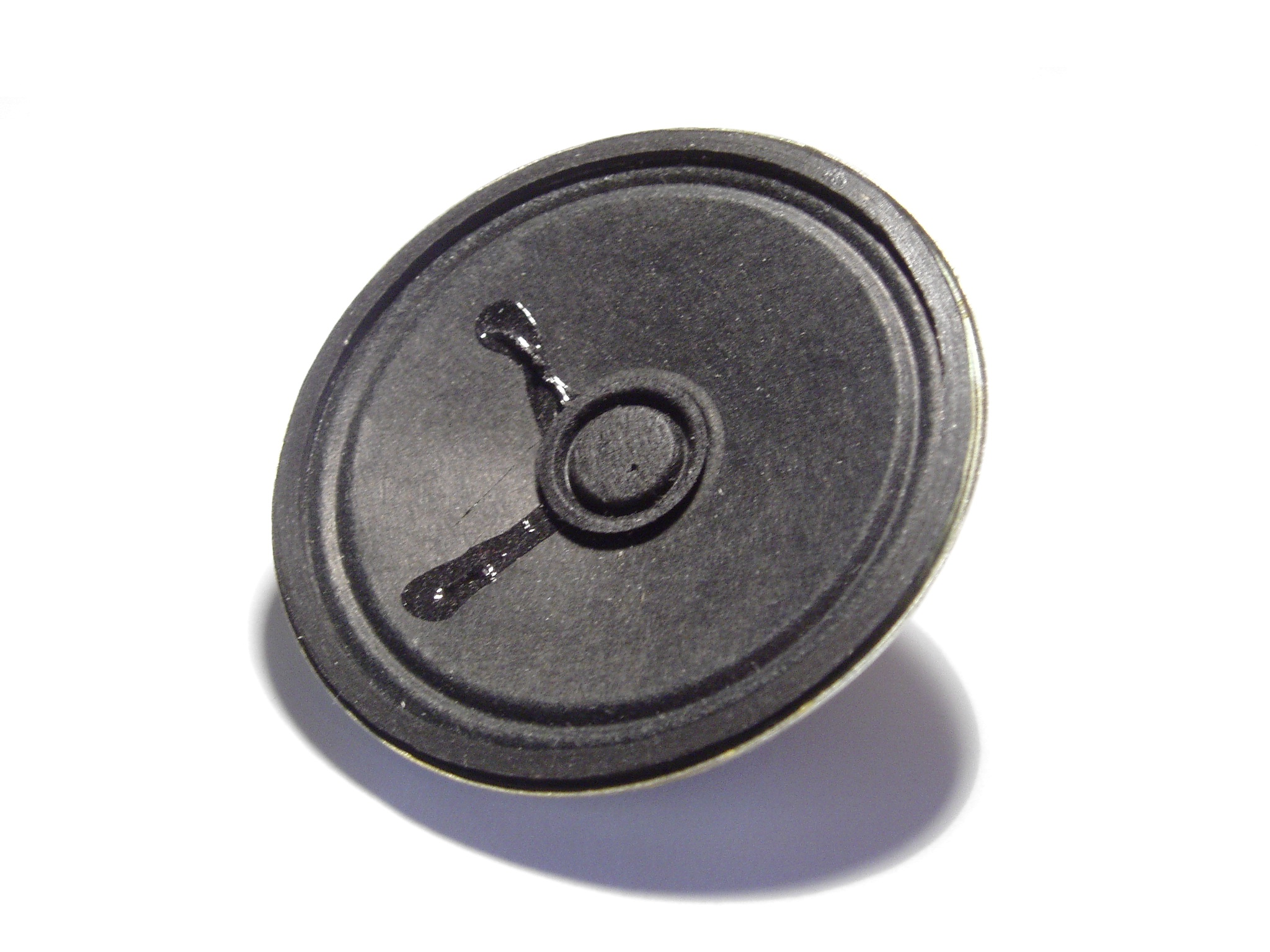
Un transductor barato y de baja fidelidad de 3,5 pulgadas, que suele encontrarse en radios pequeñas

Un transductor es un dispositivo para convertir una forma de energía en otra.  En un contexto electroacústico, esto significa convertir la energía sonora en energía eléctrica (o viceversa). Los transductores electroacústicos incluyen  altavoces, micrófonos,  sensores de velocidad de partículas, hidrófonos y  sonares proyectores. Estos dispositivos convierten una onda sonora en una señal eléctrica o a partir de ella. Los principios de transducción más utilizados son el electromagnetismo, la electrostática y la piezoelectricidad.
Los transductores de los altavoces más comunes (por ejemplo, woofers y tweeters), son dispositivos electromagnéticos que generan ondas mediante un diafragma suspendido accionado por una bobina de voz electromagnética, emitiendo ondas de presión. Los  micrófonos electretos y  micrófonos de condensadores son electrostáticos: cuando la onda sonora incide en el diafragma del micrófono, éste se mueve e induce un cambio de tensión. Los sistemas ultrasónicos utilizados en ultrasonografía médica emplean transductores piezoeléctricos. Están fabricados con cerámicas especiales en las que las vibraciones mecánicas y los campos eléctricos están interrelacionados por una propiedad del propio material.

## Ramas
Algunas ramas de la física acústica:
- Aeroacústica: generación de sonido debido al movimiento violento en el aire.
- Arqueoacústica: estudio sistemático de efectos acústicos en sitios arqueológicos.
- Acústica en física: análisis de los fenómenos sonoros, mediante modelos físicos y matemáticos.
- Acústica arquitectónica: estudio del control del sonido, tanto del aislamiento entre recintos habitables (casas, cuartos o habitaciones), como del acondicionamiento acústico de locales (salas de conciertos, teatros, etc.), amortiguándolo mediante materiales blandos, o reflejándolo con materiales duros para que la construcción o la estructura del lugar permita el máximo aprovechamiento del sonido o bien hacer que el sonido disminuya y no traspase los muros o paredes.
- Psicoacústica: estudia la percepción del sonido en humanos, la capacidad para localizar espacialmente la fuente, es decir su ubicación, la calidad observada de los métodos de compresión de audio, etcétera.
- Bioacústica: estudio de la audición y producción de sonido en animales (quirópteros, insectos, aves, peces, cetáceos, etc.) como herramienta para clasificaciones taxonómicas (diagnóstico de especie), estudios etológicos (comportamiento), ecológicos (relaciones entre especies y el entorno), de biodiversidad, etc. En la actualidad uno de los métodos que han suscitado atención es el monitoreo acústico con Sistema de Grabación Autónomo (ARU en inglés), el cual permite obtener grandes cantidades de datos de manera no-invasiva y a bajo costo.
- Acústica ambiental: estudio del sonido en exteriores, el ruido ambiental y sus efectos en las personas y la naturaleza, estudio de fuentes de ruido como el tránsito vehicular, ruido generado por trenes y aviones, establecimientos industriales, talleres, locales de ocio y el ruido producido por el vecindario (la contaminación auditiva).
- Acústica subacuática: relacionada sobre todo con la detección de objetos sumergidos mediante el sonido (se utiliza en barcos o en submarinos sonar).
- Acústica musical: estudio de la producción de sonido en los instrumentos musicales, y de los sistemas de afinación de la escala.
- Electroacústica: estudia el tratamiento electrónico del sonido, incluyendo la captación (micrófono y estudios de grabación), procesamiento (efectos, filtrado compresión, etc.) amplificación, grabación, producción (altavoces), etc.
- Acústica fisiológica: estudio del funcionamiento del aparato auditivo, desde la oreja a la corteza cerebral (el oído y sus componentes, así como sus repercusiones, enfermedades y trastornos).
- Acústica fonética: análisis de las características acústicas del habla y sus aplicaciones.
- Macroacústica: estudio de los sonidos extremadamente intensos, como el de las explosiones, turborreactores, entre otros.